# Питер Пэн (Дисней)
Питер Пэн (англ. Peter Pan) — главный персонаж диснеевского мультфильма «Питер Пэн» 1953 года, снятого по мотивам пьесы писателя Джеймса М. Барри «Питер и Венди». Питер — мальчишка 14-15-ти лет с необыкновенной способностью летать и никогда не взрослеть. Он живёт на острове Нетландии (англ. Neverland) вместе со своими друзьями — Пропащими Мальчишками и феей Динь-Ди(ли)нь. В оригинальном фильме Питер Пэн был озвучен актёром Бобби Дрисколлом.

## Создание
Заниматься анимацией Питера Пэна Уолт Дисней поручил аниматору студии Disney, Милту Калю. Сам аниматор иногда жаловался, что ему было трудно анимировать невесомость Питера Пэна.
По словам историка кино, Леонарда Малтина:

Как-то раз я был на лекции Каля, посвящённой вопросам анимации, и он говорил, что, в частности, ему было очень трудно анимировать невесомость. Анимировать персонажа, парящего в воздухе, не летящего, а просто парящего. Мы, зрители, даже не задумываемся о подобных деталях. Что вполне естественно — ведь мы следим за сюжетом.— 
Живыми моделями для Питера стали танцор Рональд Дьюпри и актёр Бобби Дрисколл, также озвучивший персонажа.

### Озвучивание
На роль Питера Пэна Уолт Дисней выбрал актёра Бобби Дрисколла, у которого уже давно был контракт со студией Disney. Ранее он уже сыграл роли в фильмах студии Disney таких, как «Песня Юга», «Время мелодий», «Так дорого моему сердцу» и «Остров сокровищ».
В русском дубляже Питера озвучивает актёр Роман Умаров.

## Появления

### Питер Пэн

Питер Пэн в оригинальном мультфильме

В самом начале мультфильма Питер Пэн попадает в комнату девочки Венди из-за своей тени, которую отобрала её собака Нэна (исполняющая в доме роль няни), а Венди убрала тень в комод. Неожиданно девочка замечает Питера и помогает пришить тень к его ступням. После этого Венди хочет поцеловать Питера, но ей мешает фея Динь-Дилинь. Питер успешно ловит свою фею. Тут просыпаются Майкл и Джон. И Питер берёт их и Венди с собой в Нетландию. В Нетландии Питер сталкивается со своим врагом Капитаном Крюком, и просит Динь-Дилинь позвать на помощь Пропавших мальчишек, но Динь-Дилинь просит мальчишек устранить Венди.
Питеру Пэну удаётся спасти свою подругу и остановить своих товарищей. Мальчики оправдываются, что устранить Венди их попросила Динь-Динь, сообщив им, что это просьба самого Питера. Когда Питер узнал, что натворила Динь-Динь, он сказал ей, что не будет с ней дружить, после чего изгоняет из команды на неделю. Чуть позже Питер и Венди летят в Лагуну Русалок. Там они замечают Капитана Крюка и похищенную индейскую принцессу. Питер вместе с Венди летят за Крюком и спасают принцессу. Позже в индейском лагере Питер танцует с принцессой по имени Тигровая Лилия. После этого у себя дома он узнаёт, что обиженная на него Венди собирается домой. Её братья и Пропавшие мальчишки ушли вместе с ней. Но неожиданно Венди и ребят похищает Капитан Крюк и оставляет подарок с бомбой внутри Питеру (в оригинале Крюк пытается его отравить), как будто этот подарок от Венди. Но, к счастью, на помощь прилетает Динь-Дилинь и жертвует собой ради спасения друга. Однако после взрыва Питер и Динь-Динь сумели выжить. Они летят к кораблю и спасают Венди и ребят. Мальчишкам удаётся победить пиратов, но Капитан Крюк нападает на Питера и называет его трусом. Питер, даже не летая, побеждает Крюка. Крюк хочет схватить Питера, но мальчик уворачивается, и Крюк падает в море, где его уже давно поджидает крокодил. Крюк изо всех сил уплывает от крокодила. А Питер и его друзья остались на корабле. Венди спросила, куда они летят, и Питер отвечает, что они отправляются в Лондон.

### Питер Пэн 2: Возвращение в Нетландию[18]
А в этой части Питер спасает от Капитана Крюка уже не саму Венди, а её дочь Джейн. Вначале у Питера и Джейн нет хороших отношений — они даже ссорятся. Однажды Питер замечает, что Джейн собирается уплыть с острова. У неё это не получается и плот тонет. Питер решает помочь Джейн и вытаскивает её из воды унося прочь..
Чуть позже Питер старается научить Джейн летать, но и из этого ничего не выходит. Не помогает даже волшебная пыльца Динь-Динь.
Позже Питер и мальчики пытаются развеселить Джейн, но из-за блокнота, который случайно съел один из пропавших мальчишек, Джейн обижается на Питера и ребят и говорит, что не верит в фей. Питер сам злился на Джейн, а Динь не может летать. Когда же фея объясняет Питеру, что если не научить Джейн верить в фей, то Динь умрёт, Питер вместе с мальчиками отправляется искать Джейн и, вскоре, Питер находит Джейн и говорит ей, что и он и мальчики приносят ей свои извинения, и собираются исполнить всё, что она ни попросит.
Джейн решает согласиться сыграть в поиск сокровищ. Во время игры отношения Питера и Джейн становятся более крепкими. После того, как Джейн находит сокровище, Питер говорит, что в награду сделает Джейн пропавшей девочкой. Однако, один из пропавших мальчишек находит свисток Джейн и дует в него.
Внезапно прибывают пираты и ловят мальчишек и Питера. Пираты уносят Питера и мальчишек. Питер говорит Джейн, что она предала его дружбу, и что из-за неё умрёт Динь-Динь. На корабле, когда пираты заставляют прикованного к якорю Питера пройти по доске к морю, появляются Джейн и Динь-Динь. После того, как Джейн спасает мальчишек, а затем и самого Питера, Капитан Крюк хватает девочку. К счастью Питеру удаётся спасти Джейн. После поражения пиратов, Питер вместе с мальчиками благодарят Джейн за их спасение. Вскоре Питер и Джейн мирятся и вместе улетают в Лондон. Вскоре Питер встречает Венди и радуется этому в душе. Позже Питер Пэн и Динь-Динь улетают обратно в Нетландию.

## Другие появления

### Kingdom Hearts
Питер Пэн появляется в качестве второстепенного персонажа в играх серии Kingdom Hearts, таких как Kingdom Hearts, Kingdom Hearts II и Kingdom Hearts Re: Chain of Memories. Питер также появляется в игре серии Kingdom Hearts Birth by Sleep, в мире под названием «Нетландия».

### Чип и Дейл спешат на помощь
Питер Пэн появляется в качестве антагониста в фильме «Чип и Дейл спешат на помощь» 2022 года, где его называют Сладким Питом. Он — взрослый мужчина, которого выгнали со студии, лишив возможности сниматься в мультфильмах, так как он стал взрослеть. Теперь он уже не весёлый мальчишка—проказник Питер, а преступник и лидер мафиозной структуры, который заставляет других персонажей сниматься в своих низкосортных мультфильмах.